# Alexander Filippow
Alexander Filippow (russisch Александр Филиппов; * 5. September 1984) ist ein russischer Radrennfahrer.
Alexander Filippow gewann 2006 eine Etappe beim Giro del Friuli. Kurz darauf belegte er den zweiten Platz bei der Trofeo Alcide Degasperi und gewann den Coppa della Pace. Bei der russischen Zeitfahrmeisterschaft belegte er den dritten Rang der U23-Klasse. Im Herbst fuhr er für das polnisch-italienische Continental Team Amore & Vita-McDonald’s als Stagiaire, unterschrieb aber keinen Vertrag für die kommende Saison. Bei den UCI-Straßen-Weltmeisterschaften 2006 in Salzburg wurde Filippow Vierter im Zeitfahrwettbewerb der U23-Klasse. In den Saisons 2007 und 2009 entschied er die Gesamtwertung des Giro del Friuli für sich.
Am 25. März 2007 wurde Filippow beim Rennen Piccola Sanremo positiv auf das Blutdopingmittel Erythropoetin getestet und für zwei Jahre gesperrt.

## Erfolge
2006
- eine Etappe Giro della Regione Friuli Venezia Giulia
- Coppa della Pace

2007
- Gesamtwertung Giro della Regione Friuli Venezia Giulia

2009
- eine Etappe Giro della Regione Friuli Venezia Giulia
- Trofeo Salvatore Morucci

## Teams
- 2006 Amore & Vita-McDonald’s (Stagiaire)

- 2010 Katusha Continental Team